# Джонс, Чарльз Стэнсфилд
Ча́рльз Сте́нсфилд Джонс (англ. Charles Stansfield Jones 1886—1950) — канадский оккультист, член орденов A∴A∴ и OTO, ученик Алистера Кроули. В кругах своих единомышленников-телемитов известный под одним из своих магических имен Брат Ахад (англ. Frater Achad).
Вместе с Уилбуром Смитом (1885—1957) в юности увлёкся йогой, а затем учением A∴A∴. В декабре 1909 года он вступил в орден, став его 12-м членом. В рамках течения телемы, Джонс известен как ученик Алистера Кроули, одно время рассматривавшийся последним как дитя, предсказанное в «Книге закона» (3.47). С июня 1916 года Кроули признавал Джонса как своего «магического сына и наследника». В тот же период Джонс активно включился в деятельность OTO, став Державным Великим Мастером Северной Америки вскоре после образования первой североамериканского отделения ордена. В написанной в 1918 году книге «Liber Aleph» Кроули по прежнему называет Джонса своим «сыном», но уже высказывает в этой связи некоторые сомнения. В 1919 году Джонс начал выказывать признаки психической нестабильности и усиливающейся мании величия, после чего их отношения с Кроули начали охлаждаться.
В 1923 году Джонс написал комментарий к «Парсифалю», толкуя имена главных персонажей в нумерологическом ключе. Сам он писал имя заглавного персонажа как Parzifal, в соответствии с одним из своих магических имён. В 1928 году, путешествуя по Англии, Джонс вернулся в лоно римско-католической церкви. Окончательно он был изгнан из ОТО в 1936 году.
Джонс является автором многочисленных каббалистических книг, множества небольших монографий по различным оккультным вопросам, в том числе поэтических. Значительная часть архива Джонса не опубликована и находится в частной коллекции.